# 乾石智子
乾石 智子（いぬいし ともこ）は、日本の小説家、ファンタジー作家。山形県在住。

## 人物・経歴
山形県生まれ。山形大学地域教育文化学部卒業。1999年、犬石智子名義で応募した「闇を磨きあげる者」で、教育総研（現ワオ・コーポレーション）が主催する第3回創作ファンタジー大賞・創作童話大賞（ファンタジー部門）大賞を受賞。2011年、東京創元社から、第1長編『夜の写本師』を刊行したことでプロ作家としてデビューした。優れたハイ・ファンタジーの書き手として知られている。創元ファンタジイ新人賞の選考委員を務めている。
「スターウルフで目を覚まし、コナン・ザ・バーバリアンから最初の一歩を助けてもらった」とみずからのプロフィールで触れている。また、「ファウンデーション、レンズマン、ナルA、スター・キング、バルスーム。ああ、なつかしのスペースオペラよ。」とも言及している。

## 作品リスト

### 〈オーリエラントの魔道師〉シリーズ
- 夜の写本師 SCRIBE OF SORCERY

（2011年4月 東京創元社 ISBN 978-4-488-02472-7/ 2014年4月 創元推理文庫 ISBN 978-4-488-52502-6）
- 魔道師の月 Sorcerer's Moon

（2012年4月 東京創元社 ISBN 978-4-488-02489-5/ 2014年11月 創元推理文庫 ISBN 978-4-488-52503-3）
- 太陽の石 Legacy of sorcerers

（2012年10月 東京創元社 ISBN 978-4-488-02498-7/ 2015年8月 創元推理文庫 ISBN 978-4-488-52504-0）
- オーリエラントの魔道師たち Scribe in the Darkness

（2013年6月 東京創元社 ISBN 978-4-488-02715-5/ 2016年6月 創元推理文庫 ISBN 978-4-488-52505-7）
- 沈黙の書 The Son of Winds

（2014年5月 東京創元社 ISBN 978-4-488-02730-8/ 2017年7月 創元推理文庫 ISBN 978-4-488-52507-1）
- 紐結びの魔道師 Lik Enciss

（2016年11月 創元推理文庫 ISBN 978-4-488-52506-4）
- 赤銅の魔女 紐結びの魔道師1 Sword to Break Curse

（2018年5月 東京創元社 ISBN 978-4-488-02782-7/ 2021年3月 創元推理文庫 ISBN 978-4-488-52510-1）
- 白銀の巫女 紐結びの魔道師2 Star-Studded Tower

（2018年9月 東京創元社 ISBN 978-4-488-02783-4/ 2021年6月 創元推理文庫 ISBN 978-4-488-52511-8）
- 青炎の剣士 紐結びの魔道師3 Knot of Led

（2019年1月 東京創元社 ISBN 978-4-488-02784-1/ 2021年9月 創元推理文庫 ISBN 978-4-488-52512-5）
- イスランの白琥珀 Vülnei

（2020年11月 東京創元社 ISBN 978-4-488-02811-4/ 2022年7月 創元推理文庫 ISBN 978-4-488-52513-2）
- 久遠の島 The book of pledge

（2021年10月 東京創元社 ISBN 978-4-488-02839-8/ 2023年7月 創元推理文庫 ISBN 978-4-488-52515-6）
- 神々の宴 オーリエラントの魔道師たち Only one drop of emerald

（2023年1月 創元推理文庫 ISBN 978-4-488-52514-9）

### 単刊作品
- 闇の虹水晶

（2012年12月 朝日新聞出版 ISBN 978-4-022-51035-8/ 2018年3月 創元推理文庫 ISBN 978-4-488-52508-8）
- ディアスと月の誓約

（2013年4月 早川書房 ISBN 978-4-152-09368-4/ 2015年2月 ハヤカワ文庫 ISBN 978-4-150-31183-4）
- 竜鏡の占人 リオランの鏡

（2014年8月 KADOKAWA ISBN 978-4-041-02142-2/ 2019年1月 角川文庫 ISBN 978-4-041-07788-7）
- 双頭の蜥蜴

（2015年8月 講談社 ISBN 978-4-06-219610-9） ※『小説現代』2014年6月号 - 2015年2月号連載
- 滅びの鐘 DOOMSBELL

（2016年1月 東京創元社 ISBN 978-4-488-02754-4/ 2019年8月 創元推理文庫 ISBN 978-4-488-52509-5）
- 炎のタペストリー

（2016年3月 筑摩書房 ISBN 978-4-480-80462-4/ 2019年3月 ちくま文庫 ISBN 978-4-480-43580-4）
- 月影の乙女 MOON LANCER

（2024年10月 東京創元社 ISBN 978-4-488-02910-4）

### 雑誌等掲載作品
- 「紐結びの魔道師」（『ミステリーズ!』vol.54 AUGUST 2012年 掲載）
- 「春告鳥」（『S-Fマガジン』2013年8月号 掲載）
- 「星歌の長のお話」（羽住都『纏う透き色の 羽住都画集』東京創元社、2015年2月 収録）
- 「セリアス」（『紙魚の手帖』vol.01 OCTOBER 2021 掲載）
- 「運命女神（リトン）の指」（『紙魚の手帖』vol.03 FEBRUARY 2022 掲載）
- 「ジャッカル」（『紙魚の手帖』vol.04 APRIL 2022 掲載）

### その他
- 鴇澤亜妃子『飢え渇く神の地』（創元推理文庫、2019年4月）巻末「解説」
- 夏川草介『新章神様のカルテ』（小学館文庫、2020年12月）巻末「解説」
- 松葉屋なつみ『星砕きの娘』（創元推理文庫、2021年7月）巻末「解説」